# Rutilia atrox
Rutilia atrox là một loài ruồi trong họ Tachinidae.